# Všechno, co mám rád
Všechno, co mám rád (ve slovenském originále Všetko čo mám rád) je slovenská hudebně-zábavná talk show, kterou od 23. června 2017 vysílá televize JOJ. Od 2. srpna 2017 pořad vysílá také česká komerční stanice JOJ Family. Moderátoři pořadu jsou Štefan Skrúcaný a Ondrej Kandráč. V každém dílu moderátor zve dva hosty, s nimiž probírá různá témata. Ondrej Kandráč vystupuje i hudebně s kapelou.

## Kapela
V pořadu hraje kapela s Ondrejem Kandráčem (jiná skupina než Kandráčovci; kapela Sokoly). Na cimbál hraje se zpěvem Tomáš Oravec, na akordeon hraje Rado Duda, na kontrabas Tomáš Gašpierik a Juraj Kyseľ, na bicí Ľuboš Dvoščák a na housle se zpěvem Ondrej Kandráč.

## Speciál
31. srpna 2017 JOJ odvysílala speciál "Hitparáda" s 10 nejlepšími letními hity z pořadu Všechno, co mám rád:
- 10. místo: Štefan Skrúcaný a Ondrej Kandráč - "Čardáš dvoch sŕdc"
- 9. místo: Ondrej Kandráč - "Rež, rež, rež"
- 8. místo: Ondrej Kandráč, Štefan Skrúcaný a Milo Suchomel - "Otvárajte kasíno"
- 7. místo: Milan "Junior" Zimnýkoval a Ondrej Kandráč - "Po schodoch" a "Ešte si ja pohár vínka vypijem"
- 6. místo: Štefan Skrúcaný, Ľubica Čekovská a Ondrej Kandráč - "C'est la vie" a "A ja taká čarná"
- 5. místo: Michal Hudák a Ondrej Kandráč - "Oči čornyje"
- 4. místo: Štefan Skrúcaný a Ondrej Kandráč "Tequilla Jumbo" a "Nepi Jano"
- 3. místo: Róbert "Robo" Jakab a Lukáš Latinák - "Keď sa Slovák preč do sveta pobral"
- 2. místo: Štefan Skrúcaný a Ondrej Kandráč - "Pretty Woman" a "Topolčianska zlatokopka"
- 1. místo: Milan Ondrík a Martin Nahálka - "Конь (Koň)"

## Všechno, co má Ander rád
Od 22. září 2017 televize JOJ vysílá speciální pořad Všechno, co má Ander rád se známým bavičem Anderem z Košic. V pořadu vystupuje také Ondrej Kandráč s kapelou. Od 8. listopadu 2017 pořad vysílá také JOJ Family.

## Všechno, co mám rád (kniha)
4. prosince 2017 byla vydána kniha Všetko čo mám rád, která obsahuje to nejlepší z hudebně-zábavné talk show TV JOJ s množstvím fotografií a výběrem těch nejlepších vtipů od moderátorů a jejich hosty. Součástí knihy je zpěvník s notami k písním, které v show zazněly.

## CD
V listopadu 2018 bylo vydáno CD s názvem Všetko čo mám rád, na kterém najdete hity z pořadu v podání Ondreje Kandráče, Štefana Skrúcanýho a kapely Sokoly.

## Seznam dílů

### První řada (2017)
| Č. v pořadu                                 | Č. v řadě | Host #1                  | Host #2                       | Premiéra v SR     | Premiéra v ČR  |
| ------------------------------------------- | --------- | ------------------------ | ----------------------------- | ----------------- | -------------- |
| 1                                           | 1         | Marián Miezga            | Lujza Garajová-Schrameková    | 23. června 2017   | 2. srpna 2017  |
| 2                                           | 2         | Martin Madej             | Milan "Junior" Zimnýkoval     | 30. června 2017   | 9. srpna 2017  |
| 3                                           | 3         | Monika Absolonová        | Michal Hudák                  | 7. července 2017  | 16. srpna 2017 |
| 4                                           | 4         | Martin Nahálka           | Milan Ondrík                  | 14. července 2017 | 23. srpna 2017 |
| 5                                           | 5         | Branislav "Braňo" Kostka | Svätopluk "Sväťo" Malachovský | 21. července 2017 | 30. srpna 2017 |
| Speciální host: Tereza Mandzáková           |           |                          |                               |                   |                |
| 6                                           | 6         | Lukáš Latinák            | Róbert "Robo" Jakab           | 28. července 2017 | 6. září 2017   |
| Speciální host: Milo Suchomel               |           |                          |                               |                   |                |
| 7                                           | 7         | Anikó Vargová            | Juraj "Šoko" Tabáček          | 4. srpna 2017     | 13. září 2017  |
| Speciální host: Milo Suchomel               |           |                          |                               |                   |                |
| 8                                           | 8         | Zuzana Norisová          | Tomáš Matonoha                | 11. srpna 2017    | 20. září 2017  |
| 9                                           | 9         | Marianna Ďurianová       | Miroslav "Miro" Noga          | 18. srpna 2017    | 27. září 2017  |
| 10                                          | 10        | Ľubica Čekovská          | Marcel Forgáč                 | 25. srpna 2017    | 4. října 2017  |
| Speciální host: Sáva Popovič alias Fantomas |           |                          |                               |                   |                |

### Hitparáda speciál (2017)
| Č. v pořadu                                                                     | Č. v řadě | Hosté | Premiéra v SR  |
| ------------------------------------------------------------------------------- | --------- | --- | -------------- |
| 11                                                                              | —         | Zuzana Norisová, Tomáš Matonoha, Marianna Ďurianová, Miroslav "Miro" Noga, Anikó Vargová, Juraj "Šoko" Tabáček, Milan "Junior" Zimnýkoval, Martin Madej, Ľubica Čekovská, Marcel Forgáč, Michal Hudák, Monika Absolonová, Svätopluk "Sväťo" Malachovský, Branislav "Braňo" Kostka, Lukáš Latinák, Róbert "Robo" Jakab, Lujza Garajová-Schrameková, Marián Miezga, Martin Nahálka a Milan Ondrík | 31. srpna 2017 |
| Speciální hosté: Milo Suchomel, Sáva Popovič alias Fantomas a Tereza Mandzáková |           | |                |

### Druhá řada (2017)
| Č. v pořadu                                           | Č. v řadě | Host #1                  | Host #2            | Premiéra v SR      | Premiéra v ČR      |
| ----------------------------------------------------- | --------- | ------------------------ | ------------------ | ------------------ | ------------------ |
| 12                                                    | 1         | Miroslav Dvorský         | Oľga Feldeková     | 8. září 2017       | 11. října 2017     |
| Speciální hosté: Richard Šimurka a Katarína Feldeková |           |                          |                    |                    |                    |
| 13                                                    | 2         | Ivan Tásler a IMT Smile  | Ján Ďurovčík       | 22. září 2017      | 18. října 2017     |
| 14                                                    | 3         | Zuzana Vačková           | Matej Landl        | 29. září 2017      | 1. listopadu 2017  |
| 15                                                    | 4         | Marián "Čeky" Čekovský   | Aneta Parišková    | 6. října 2017      | 15. listopadu 2017 |
| Speciální host: Miguel Méndez                         |           |                          |                    |                    |                    |
| 16                                                    | 5         | Peter Šimun              | Anna Šišková       | 13. října 2017     | 22. listopadu 2017 |
| Speciální hosté: Milo Suchomel Quartet                |           |                          |                    |                    |                    |
| 17                                                    | 6         | Andrea Pálffy Belányiová | Rudolf Schuster    | 20. října 2017     | 13. prosince 2017  |
| Speciální hosté: Milo Suchomel Quartet                |           |                          |                    |                    |                    |
| 18                                                    | 7         | Ľuboš Kostelný           | Zuzana Marošová    | 27. října 2017     | 2. září 2018       |
| Speciální hosté: Milo Suchomel Quartet                |           |                          |                    |                    |                    |
| 19                                                    | 8         | Maroš Kramár             | Lucia Barmošová    | 3. listopadu 2017  | 9. září 2018       |
| Speciální host: Milo Suchomel                         |           |                          |                    |                    |                    |
| 20                                                    | 9         | Kristína Greppelová      | Lucia Siposová     | 10. listopadu 2017 | 16. září 2018      |
| Speciální host: Marián Lucký                          |           |                          |                    |                    |                    |
| 21                                                    | 10        | Richard Stanke           | Slávka Halčáková   | 24. listopadu 2017 | 23. září 2018      |
| Speciální host: Erika Kandráčová                      |           |                          |                    |                    |                    |
| 22                                                    | 11        | Miroslav "Meky" Žbirka   | Kristína Turjanová | 1. prosince 2017   | 30. září 2018      |
| Speciální host: Erika Kandráčová                      |           |                          |                    |                    |                    |
| 23                                                    | 12        | Celeste Buckingham       | František Kovár    | 8. prosince 2017   | 7. října 2018      |
| Speciální host: Pavol Kvassay                         |           |                          |                    |                    |                    |

### Vánoční speciál (2017)
| Č. v pořadu | Č. v řadě | Host #1       | Host #2     | Premiéra v SR     | Premiéra v ČR     |
| --- | --------- | ------------- | ----------- | ----------------- | ----------------- |
| 24 | —         | Marta Jandová | Marek Ťapák | 22. prosince 2017 | 24. prosince 2017 |
| Speciální hosté: Pavol Kvassay, Martin Urban, Erika Judínyová, Erika Kandráčová, Anna Skrúcaná a Monika Kandráčová |           |               |             |                   |                   |

### Speciál: To nejlepší ze show Všechno, co mám rád (2017)
31. prosince 2017 televize JOJ odvysílala zostrihový speciál složený z toho nejlepšího ze show Všechno, co mám rád.
| Č. v pořadu                                                                         | Č. v řadě | Hosté | Premiéra v SR     |
| ----------------------------------------------------------------------------------- | --------- | --- | ----------------- |
| 25                                                                                  | —         | Ivan Tásler, IMT Smile, Ján Ďurovčík, Rudolf Schuster, Andrea PálffyBelányiová, Maroš Kramár, Lucia Barmošová, Milan "Junior" Zimnýkoval, Martin Madej, Branislav "Braňo" Kostka, Svätopluk "Sväťo" Malachovský, Anna Šišková, Peter Šimun, Anikó Vargová, Juraj "Šoko" Tabáček, Zuzana Vačková, Matej Landl, Lukáš Latinák, Róbert "Robo" Jakab, Miroslav Dvorský, Oľga Feldeková, Martin Nahálka, Milan Ondrík, Aneta Parišková a Marián "Čeky" Čekovský | 31. prosince 2017 |
| Speciální hosté: Milo Suchomel, Richard Šimurka, Katarína Feldeková a Miguel Méndez |           | |                   |

### Silvestrovský speciál 2017 (2018)
| Č. v pořadu                                                                     | Č. v řadě | Hosté | Premiéra v SR |
| ------------------------------------------------------------------------------- | --------- | --- | ------------- |
| 26                                                                              | —         | Martin Madej, Milan "Junior" Zimnýkoval, Marianna Ďurianová, Miroslav "Miro" Noga, Milan Ondrík, Martin Nahálka, Svätopluk "Sväťo" Malachovský, Branislav "Braňo" Kostka, Peter Šimun, Anna Šišková, Róbert "Robo" Jakab, Lukáš Latinák, Lucia Barmošová, Maroš Kramár, Ľubica Čekovská, Marcel Forgáč, Aneta Parišková a Marián "Čeky" Čekovský | 1. ledna 2018 |
| Speciální hosté: Marcel Grega, Erika Kandráčová, Lukáš Skrúcaný a Milo Suchomel |           | |               |

### Třetí řada (2018)
| Č. v pořadu                      | Č. v řadě | Host #1           | Host #2                    | Premiéra v SR   | Premiéra v ČR     |
| -------------------------------- | --------- | ----------------- | -------------------------- | --------------- | ----------------- |
| 27                               | 1         | Adam Ďurica       | Lenka Čviriková Hriadelová | 4. května 2018  | 16. prosince 2018 |
| 28                               | 2         | Iveta Radičová    | Marián Labuda ml.          | 11. května 2018 | 22. prosince 2018 |
| Speciální host: Pavol Kvassay    |           |                   |                            |                 |                   |
| 29                               | 3         | Helena Vodráčková | Ján Mečiar                 | 18. května 2018 | bude oznámeno     |
| Speciální host: Martin Breznický |           |                   |                            |                 |                   |
| 30                               | 4         | Csongor Kassai    | Eva Pavlíková              | 25. května 2018 | bude oznámeno     |
| Speciální host: Pavol Kvassay    |           |                   |                            |                 |                   |
| 31                               | 5         | Ivan Bella        | Silvia Lakatošová          | 1. června 2018  | bude oznámeno     |
| Speciální host: Pavol Kvassay    |           |                   |                            |                 |                   |
| 32                               | 6         | Lukáš Adamec      | Marcela Laiferová          | 8. června 2018  | bude oznámeno     |
| Speciální host: Pavol Kvassay    |           |                   |                            |                 |                   |

### Čtvrtá řada (2018)
| Č. v pořadu                                                                                                | Č. v řadě | Host #1              | Host #2            | Premiéra v SR  | Premiéra v ČR |
| --- | --------- | -------------------- | ------------------ | -------------- | ------------- |
| 33 | 1         | Josef Laufer         | Kristína           | 7. září 2018   | bude oznámeno |
| Speciální hosté: Pavol Kvassay, Michal Medrický a Natália Glosiková                                        |           |                      |                    |                |               |
| 34 | 2         | Dalibor Janda        | Katarína Brychtová | 14. září 2018  | bude oznámeno |
| Speciální hosté: Pavol Kvassay a Jiřina Anna Jandová                                                       |           |                      |                    |                |               |
| 35 | 3         | Janek Ledecký        | Zdena Studenková   | 21. září 2018  | bude oznámeno |
| Speciální hosté: Pavol Kvassay, Marianna Železná, Jana Čonková a Michal Kovalčík                           |           |                      |                    |                |               |
| 36 | 4         | Sisa Lelkes Sklovská | Jozef Vajda        | 28. září 2018  | bude oznámeno |
| 37 | 5         | Pavol Hammel         | Iveta Malachovská  | 5. října 2018  | bude oznámeno |
| Speciální host: Pavol Kvassay                                                                              |           |                      |                    |                |               |
| 38 | 6         | Tomáš Bezdeda        | Petra Černocká     | 12. října 2018 | bude oznámeno |
| Speciální hosté: Pavol Kvassay a Jiří Pracný                                                               |           |                      |                    |                |               |
| 39 | 7         | Oldo Hlaváček        | Adriana Kmotríková | 19. října 2018 | bude oznámeno |
| 40 | 8         | Ľubomír Paulovič     | Andrea Karnasová   | 26. října 2018 | bude oznámeno |
| Speciální hosté: Pavol Kvassay, Radoslav Hecl, Miriam Heclová, Veronika Paulovičová a Dominika Paulovičová |           |                      |                    |                |               |

### Vánoční speciál (2018)
| Č. v pořadu | Č. v řadě | Host #1       | Host #2       | Premiéra v SR     | Premiéra v ČR     |
| ----------- | --------- | ------------- | ------------- | ----------------- | ----------------- |
| 41          | —         | bude oznámeno | bude oznámeno | 21. prosince 2018 | 23. prosince 2018 |

### Silvestrovský speciál (2018)
| Č. v pořadu | Č. v řadě | Host #1       | Host #2       | Premiéra v SR     | Premiéra v ČR     |
| ----------- | --------- | ------------- | ------------- | ----------------- | ----------------- |
| 42          | —         | bude oznámeno | bude oznámeno | 31. prosince 2018 | 31. prosince 2018 |

### Pátá řada (2019)
| Č. v pořadu | Č. v řadě | Host #1       | Host #2    | Premiéra v SR  | Premiéra v ČR |
| ----------- | --------- | ------------- | ---------- | -------------- | ------------- |
| 43          | 1         | Ilona Czáková | Juraj Bača | 12. ledna 2019 | 6. ledna 2019 |